# Joe Simpson (Eishockeyspieler)
Harold Edward Joseph „Bullet Joe, Joe“ Simpson (* 13. August 1893 in Selkirk, Manitoba; † 25. Dezember 1973) war ein kanadischer Eishockeyspieler und -trainer, der in seiner aktiven Zeit von 1912 bis 1933 unter anderem für die New York Americans in der National Hockey League gespielt hat.

## Karriere
Joe Simpson begann seine Karriere als Eishockeyspieler in seiner Heimatprovinz Manitoba, in der er zwischen 1912 und 1915 im Amateurbereich jeweils ein Jahr lang für die Winnipeg Strathconas, Selkirk Fishermen und Winnipeg Victorias aktiv war. Anschließend trat er im Laufe des Ersten Weltkriegs in den aktiven Militärdienst ein und gewann mit der Armeemannschaft Winnipeg 61st Battalion 1916 den Allan Cup, den kanadischen Amateurmeistertitel. Anschließend diente er drei Jahre lang an der Front in Europa und wurde mehrfach im Kampf verwundet. Nach seiner Rückkehr aus Europa spielte er zwischen 1918 und 1920 für seinen Ex-Club Selkirk Fishermen. In der Saison 1920/21 spielte er für die Edmonton Eskimos in der Big-4 League sowie von 1921 bis 1925 in der Western Hockey League. Von 1925 bis 1931 war der Verteidiger Stammspieler bei den New York Americans in der National Hockey League. Für die Mannschaft erzielte er in der NHL in insgesamt 230 Spielen 40 Scorerpunkte, davon 21 Tore.
In der Saison 1931/32 war Simpson als Cheftrainer für die New Haven Eagles aus der Canadian-American Hockey League tätig. In der folgenden Spielzeit lief er selbst wieder als aktiver Spieler auf, für die Windsor Bulldogs in der International Hockey League sowie die Castors de Québec in der Canadian-American Hockey League. Die Saison 1935/36 begann der Kanadier erneut als Cheftrainer der New Haven Eagles aus der CAHL, wurde im Laufe der Spielzeit auf dieser Position jedoch durch den ehemaligen NHL-Profi Norman Himes ersetzt. Von 1936 bis 1938 trainierte er die Minneapolis Millers aus der American Hockey Association. Mit der Mannschaft wurde er 1937 Meister. Ein Jahr später unterlag er mit seiner Mannschaft im Finale. Im Jahr 1962 wurde Simpson in die Hockey Hall of Fame aufgenommen.

## Erfolge und Auszeichnungen
- 1916 Allan-Cup-Gewinn mit dem Winnipeg 61st Battalion
- 1937 AHA-Meisterschaft mit den Minneapolis Millers (als Trainer)
- 1962 Aufnahme in die Hockey Hall of Fame